# Adamów-Wieś
Adamów-Wieś – wieś w Polsce położona w województwie mazowieckim, w powiecie żyrardowski, w gminie Radziejowice. Ma status sołectwa.
Wieś leży nad rzeczką Pisią Tuczną i strugą Ruczaj. Zarówno Pisia Tuczna (zwana wcześniej Tuczną) jak i Ruczaj tworzą bardzo interesującą i charakterystyczną dla Wysoczyzny Rawskiej rzeźbę terenu. Charakteryzuje się ona dwoma głębokimi, płaskodennymi dolinami utworzonymi w wyniku działania lodowca i  obu rzek, które się łączą na początku wsi. Po obu stronach dolin znajdują się strome skarpy o różnicy wysokości od 4 do 8 m.  
Adamów powstał po 1864 r. po wycięciu Puszczy Jaktorowskiej i przeprowadzeniu komasacji, istniejącej już w 1579 r. wsi Wólka Brzozokalska zwanej wcześniej Wolą Brzozokolową. Adamów pierwotnie tj. od początku XIX w., należał do parafii św. Rocha w Radziejowicach. Obecnie tj. od lat 50. XX w. należy do parafii MB Częstochowskiej w Kuklówce.
Do 1975 miejscowość administracyjnie należała do powiatu Grodzisk Mazowiecki w województwie warszawskim, zaś W latach 1975–1998 do województwa skierniewickiego. Obecnie leży w powiecie Żyrardów.
Podczas I wojny światowej wycofywanie się wojsk rosyjskich i przemarsze wojsk niemieckich i austriackich (jesień 1914 i lato 1915). Podczas kampanii wrześniowej w 1939 r. wieś była miejscem rozbrajania się wycofujących się żołnierzy "Armii "Łódź". W latach 1939–1945 na terenie działa Armia Krajowa. Dowódcą plutonu był plut. rez. Kazimierz Bratman.
W zagajniku niedaleko ul. Pepika znajduje się grób czechosłowackiego partyzanta Jerzego Nedoszynskiego ps. Pepik, który najprawdopodobniej był uciekinierem z Wehrmachtu. Nedoszynski stworzył niewielki lewicowy oddział, który pozbawiony zaplecza nie poszczycił się większymi osiągnięciami bojowymi a stwarzał realne zagrożenie dla miejscowej ludności. Został z zaskoczenia zlikwidowany przez wojsko niemieckie a "Pepik" zginął podczas walki. W okresie PRL przypisywano mu część sukcesów lokalnej AK. 
W czasie okupacji hitlerowskiej we wrześniu 1943 r. przy obecnej ul. Brzozokalskiej 2 (przed 1945 nr 7) w gospodarstwie Jana Siwca, w ramach akcji "Neon 4" przyjęto, ukryto i przetransportowano do Warszawy,  6 zasobników z bronią, amunicją, środkami łączności i pieniędzmi oraz trójkę oficerów – skoczków spadochronowych (9/10 IX 1943), w skład którego wchodzili dowódca kpt. naw. Stanisław Król oraz Ekipa XXIX: por. Bolesław Polończyk "Kryształ", ppor. Fryderyk Serafiński "Drabina", kpt. Elżbieta Zawacka "Zo", kurier KG AK, w powstaniu warszawskim w Wojskowej Służbie Kobiet (jedyna kobieta) cichociemnych, na placówkę "Solnica" (pola folwarków Chawłowo i Osowiec). 
Przy ul. Nowiny i Przeciwczołgowej pozostałości niemieckich rowów przeciwczołgowych wykonanych przez okolicznych mieszkańców, pod przymusem żołnierzy niemieckich w 1944 r. W 1945 r. przez wieś przetoczyły się oddziały karne 61 rosyjskiej Armii Uderzeniowej rabując mieszkańców. Na końcu wsi oryginalna drewniana rosyjska "dacza" z końca XIX w., oraz ruiny zabudowań gospodarczych z 1909 r. z zegarem słonecznym na szczycie elewacji (istnieją w 2008 r.), Kompleks był własnością rosyjskiego sędziego, który otrzymał go w nagrodę za tłumienie powstania styczniowego. Na terenie wsi przy ul. Brzozokalskiej 2 pomniki przyrody: dąb "Maciej" o obwodzie pnia ok. 4,5 m pod którym siadał malarz Józef Chełmoński z pobliskiej Kuklówki, dąb "Kazimierz",  zabytkowa aleja lipowa z pocz. XX w. Trzy pomniki przyrody  a więc  buk, dąb piramidalny i glediczja trójcierniowa, posadzone w 1929 roku to dary Prezydenta prof. Ignacego Mościckiego dla Jana Siwca,  który ofiarował również cisa, mającego obecnie średnicę korony ok. 12 metrów. Kilka pomnikowych dębów  rośnie na krawędzi wąwozu strugi Ruczaj (na terenie działek  wzdłuż ulic Sadowej i Leśnej).  Miejsce urodzenia i życia Jana Siwca posła do Sejmu II RP i działacza społecznego. W latach 70. XX w z inicjatywy Andrzeja Siwca wprowadzono nazewnictwo ulic, nawiązujące do historii wsi. Numeracja domów pochodzi z końca lat 50. XX wieku i rozpoczyna się od wschodu  na zachód i od południa na północ. Wcześniejsza numeracja rozpoczynała się od zabudowań oddalonych na południe od ul. Brzozokalskiej i dopiero dalej wzdłuż ulicy. I tak np. obecny numer 2 na początku wsi był dopiero nr 7.  Obecnie miejscowość rekreacyjna z działkami rekreacyjnymi z możliwością przekwalifikowania na działki budowlane. W Adamowie przy ul. Leśnej, szereg lat posiadał działkę Tadeusz Lutoborski, ekonomista, były prezes Stowarzyszenia Rodzina Katyńska w Warszawie, który zginął 10 kwietnia 2010 w katastrofie smoleńskiej. Wieś posiada gazociąg, wodociąg i sieć telefoniczną.
27 czerwca 2021 roku, w 60 rocznicę śmierci, w Adamowie Wsi (Wólce Brzozokalskiej) została odsłonięta tablica ku czci Jana Siwca. Odsłonięcia dokonał bp. Piotr Jarecki  i Marszałek Województwa Mazowieckiego Adam Struzik.
Tablicę ufundowało Muzeum Historii Polskiego Ruchu Ludowego, pod dyrekcją Janusza Gmitruka. Uroczystość zorganizował były wójt gminy Radziejowice Kazimierz Drążkiewicz. Na uroczystości obecni byli też przedstawiciele władz samorządowych, posłowie PSL, ludowcy, potomkowie Jana Siwca i okoliczni mieszkańcy.

## Szlaki piesze
- Radziejowice – Adamów – Wólka Brzozokalska – Kuklówka Zarzeczna – Adamowizna – Grodzisk Maz. (początek szlaku Radziejowice – Głosków)

Szlak wytyczył w 1957 roku arch. kraj. Andrzej Siwiec
- Skuł do Jaktorowa szczególnie atrakcyjny wczesną wiosną.

Szlak wytyczył w 1957 roku arch. kraj. Andrzej Siwiec